# Syllogisme judiciaire
Le syllogisme judiciaire est une utilisation par le juge, pour élaborer sa décision, de la figure de raisonnement logique appelée syllogisme.
Dans les pays ayant recours à une procédure accusatoire et contradictoire, c'est aussi une méthode de rédaction des actes de procédure par les avocats.

## Fonctionnement
La démarche du juge, saisi par une partie, consiste à établir les faits à partir des données qui lui sont fournies, puis à leur donner une qualification juridique. C'est alors qu'il est en mesure d'appliquer à la personne jugée la peine prévue par le droit pénal en vigueur, ou, en matière civile, la décision conforme au droit applicable. 
La figure du syllogisme utilise deux prémisses (dites « majeure » et « mineure ») propositions données et supposées vraies, permettant de valider la véracité formelle de la conclusion. 
La « majeure » est la règle de droit qui définit abstraitement un acte et lui confère des effets juridiques. 
La « mineure » consiste dans les faits établis qui répondent aux conditions fixées par cette règle. 
La « conclusion » permet d'appliquer aux faits les conséquences juridiques prévues par la règle.
Adrien Duport décrit l'acte de juger comme « un syllogisme dont la majeure est le fait, la mineure la loi et le jugement la conséquence. »
Une méthode pour le syllogisme avec des étapes et un style très codifiée est utilisée dans les études de droit en Allemagne, le Gutachtenstil.

## Selon le positivisme juridique
Si l'on réduit le raisonnement judiciaire à une démarche syllogistique, la décision judiciaire devient en quelque sorte mécanique. Le juge ne dispose ni de la règle de droit, qui lui est fournie en majeure par le système juridique auquel il appartient, ni des faits, qui lui sont donnés en mineure par les parties (le ministère public, les plaideurs) ni même de la solution qui découle des prémisses. La logique formelle exclut l’arbitraire du juge et rapproche le droit d'une science, dont les résultats deviennent certains et prévisibles.
Ainsi Montesquieu peut-il dire :  « les juges de la nation ne sont [...] que la bouche qui prononce les paroles de la loi ; des êtres inanimés, qui n’en peuvent modérer ni la force ni la rigueur ».
Cette théorie, qui dénie au juge toute latitude, a pris le nom de positivisme juridique.  Née à l’époque de la Révolution française, elle s’est imposée pendant le XIXe siècle, à la faveur de la théorie de la souveraineté de la loi. 
La loi, expression de la volonté nationale, est alors : le juge ne peut que l'appliquer sans chercher à l’interpréter. Ses décisions sont  « aussi  impersonnelles et aussi uniformes qu’un calcul ou qu’une pesée ». Le positivisme juridique vise à faire du droit une science, conformément au projet de son temps.  
En France, cette doctrine est représentée par l’école dite de l’exégèse (Jean Baptiste Victor Proudhon, Charles-Bonaventure Marie Toullier, Raymond Théodore Troplong, Charles Demolombe). Le principal  représentant de ce courant est le juriste Hans Kelsen et, en procédure civile française, le professeur Henri Motulsky. 

## Limites
Le syllogisme judiciaire présuppose des prémisses incontestables. Or l'interprétation de la loi, l'établissement des faits et leur qualification sont des phases préalables qui sont discutées et font tout l'enjeu du procès. La décision du juge n'est donc pas mécanique. Des considérations d'équité, au sens plus large de la justice, peuvent interférer pour que le jugement soit juste ou raisonnable, et accepté par la collectivité. 
Certains auteurs, comme Michel Troper, analysent l’interprétation du juge comme un acte de volonté, et non de connaissance. C'est alors le juge qui transforme par son pouvoir juridictionnel un énoncé en norme, empiétant ainsi sur la place dévolue au législateur.

### Ouvrages
- Julien Bonnecaze, L’École de l'exégèse, sa doctrine, ses méthodes, Paris, De Broccard, 1924
- Chaïm Perelman, Le champ de l’argumentation, Presses universitaires de Bruxelles, 1970.
- Chaïm Perelman, Logique juridique, nouvelle rhétorique, Paris, Dalloz, 1979.
- Buffon Bertrand, « Chapitre 18. Rhétorique juridique et judiciaire », in « La parole persuasive », Paris, Presses universitaires de France, coll. « L'Interrogation philosophique », 2002 (lire en ligne), p. 451-460 : document utilisé comme source pour la rédaction de cet article.

### Articles
- Pauline Rémy, « Éloge de l'Exégèse », Droits, no 1,‎ 1985, p. 115 et s.
- Jean-Marc Le Masson, « La recherche de la vérité dans le procès civil », Droit et société, vol. 38, no 1,‎ 1998, p. 21-32 (lire en ligne)
- Mikhaïl Xifaras, « L’́Ecole de l’Exégèse était-elle historique ? Le  cas  de  Raymond-Théodore Troplong (1796-1869), lecteur  de  Friedrich  Carl von Savigny, Mohnhaupt Heinz, Kervégan Jean-François. Influences et réceptions mutuelles du droit et de la philosophie en France et en Allemagne », Klostermann,‎ 2001, p. 177-209 (lire en ligne)